# ГЕС-ГАЕС Kymmen
ГЕС-ГАЕС Kymmen — гідроелектростанція у південній Швеції. Використовує ресурс зі сточища річки Rottnan, яка бере початок в Норвегії та тече переважно у південному напрямку до впадіння праворуч в озеро Fryken, яке через Norsälven дренується до найбільшого на Скандинавському півострові озера Венерн.
У своїй роботі станція використовує три водосховища:
- Skalbergssjon з площею поверхні 4 км2 та об'ємом 14 млн м3, створене на Rottnan за допомогою земляної греблі висотою 28 метрів та довжиною 450 метрів, яка потребувала 253 тис. м3 матеріалу;
- Kymmen з площею поверхні 13,5 км2 та об'ємом 87 млн м3, яке через річку Kymsalven дренується праворуч до річки Granan незадовго до впадіння останньої так само праворуч у Rottnan;
- Rottnen з площею поверхні 16 км2 та об'ємом 59 млн м3, створене на Rottnan нижче від сховища Skalbergssjon та впадіння Granan.
Із Skalbergssjon, рівень поверхні якого коливається між позначками 192,8 та 195,6 метра НРМ, вода через тунель довжиною 9,15 км та перетином від 16 до 29 м2 перекидається до озера Kymmen, де поверхня знаходиться між позначками 187,8 та 194,8 метра НРМ. На своєму шляху зазначений тунель проходить під руслом Granan та приймає з неї додатковий ресурс, для збору якого споруджена невелика земляна гребля, що потребувала 15 тис. м3 матеріалу та утримує водойму з площею поверхні 0,63 км2 і об'ємом 5 млн м3.
З Kymmen вода по тунелю довжиною 2,6 км та перетином від 45 до 55 м2 подається до машинного залу, який в свою чергу з'єднаний з водосховищем Rottnen тунелем довжиною 0,6 км з перетином 45 м2. Оскільки станція має функцію гідроакумуляції, водосховища Kymmen та Rottnen виконують роль верхнього та нижнього резервуару відповідно. 
Підземний машинний зал розташований на глибині 60 метрів, а доступ до нього персоналу здійснюється по тунелю довжиною 320 метрів з перетином 25 м2. У залі встановлено один гідроагрегат з оборотною турбіною типу Френсіс потужністю 56 МВт в генераторному та 54 МВт у насосному режимах.
Обладнання ГЕС працює з напором у 85 метрів, а річна виробітка складає 34 млн кВт-год.